# Anepsiomyia flaviventris
Anepsiomyia flaviventris är en tvåvingeart som först beskrevs av Johann Wilhelm Meigen 1824.  Anepsiomyia flaviventris ingår i släktet Anepsiomyia och familjen styltflugor. Arten har ej påträffats i Sverige. Inga underarter finns listade i Catalogue of Life.